# Image Award/Beste Serie – Drama
Image Award: Beste Serie – Drama (Outstanding Drama Series), bis 1995 trug die Kategorie den Titel Outstanding Drama Series, Mini-Series or Television Movie.

## 1990er Jahre
1991
 The Women of Brewster Place

1992
 In der Hitze der Nacht

1993
 In der Hitze der Nacht

1994
 I’ll Fly Away

1995
 I’ll Fly Away

1996
 New York Undercover
- Chicago Hope – Endstation Hoffnung
- Emergency Room – Die Notaufnahme
- Homicide
- Under One Roof

1997
 New York Undercover
- Emergency Room – Die Notaufnahme
- Homicide
- New York Cops – NYPD Blue
- Ein Hauch von Himmel

1998
 Ein Hauch von Himmel
- Emergency Room – Die Notaufnahme
- 413 Hope St.
- Chicago Hope – Endstation Hoffnung
- New York Undercover

1999
 Ein Hauch von Himmel
- Emergency Room – Die Notaufnahme
- Homicide
- Ally McBeal
- Law & Order

## 2000er Jahre
2000
 Ein Hauch von Himmel
- Emergency Room – Die Notaufnahme
- Practice – Die Anwälte
- Ally McBeal
- Oz – Hölle hinter Gittern

2001
 City of Angels
- Gideon’s Crossing
- Practice – Die Anwälte
- Any Day Now
- Soul Food

2002
 Soul Food
- Emergency Room – Die Notaufnahme
- Practice – Die Anwälte
- Any Day Now
- Boston Public

2003
 Soul Food
- Six Feet Under – Gestorben wird immer
- The Wire
- 24
- Boston Public

2004
 Soul Food
- CSI: Miami
- The Wire
- 24
- Boston Public

2005
 Law & Order
- Emergency Room – Die Notaufnahme
- The Wire
- Soul Food
- Kevin Hill

2006
 Grey’s Anatomy
- Welcome, Mrs. President
- CSI: Miami
- Dr. House
- Lost

2007
 Grey’s Anatomy
- 24
- The Unit – Eine Frage der Ehre
- Heroes
- The Wire

2008
 Grey’s Anatomy
- Lincoln Heights
- The Unit – Eine Frage der Ehre
- Dr. House
- K-Ville

2009
 Grey’s Anatomy
- Lincoln Heights
- The Unit – Eine Frage der Ehre
- Dr. House
- The Wire